# Бурулкая-Сеит-Эли
Бурлука́я-Сеи́т-Эли́ (укр. Бурулкая-Сеїт-Элі, крымскотат. Burul Qaya Seyit Eli, Бурул Къая Сейит Эли) — исчезнувшее село в Ленинском районе Республики Крым, располагавшееся в центре района и Керченского полуострова, в безымянной маловодной балке, притоке Самарли, примерно в 4,5 км к севверо-востоку от современного села Ленинское.

## История
Первое документальное упоминание села встречается в Камеральном Описании Крыма… 1784 года, судя по которому, в последний период Крымского ханства Сеид Эли входил в Орта Керченский кадылык Кефинского каймаканства. После присоединения Крыма к России (8) 19 апреля 1783 года, (8) 19 февраля 1784 года, именным указом Екатерины II сенату, на территории бывшего Крымского Ханства была образована Таврическая область и деревня была приписана к Левкопольскому, а после ликвидации в 1787 году Левкопольского — к Феодосийскому уезду Таврической области. Перед Русско-турецкой войной 1787—1791 годов производилось выселение крымских татар из прибрежных селений во внутренние районы полуострова, в ходе которого в Бурулкая-Сеит-Эли было переселено 50 человек. В конце войны, 14 августа 1791 года всем было разрешено вернуться на место прежнего жительства. После Павловских реформ, с 1796 по 1802 год, входила в Акмечетский уезд Новороссийской губернии. По новому административному делению, после создания 8 (20) октября 1802 года Таврической губернии, Бурулкая-Сеит-Эли был включён в состав Кадыкелечинской волости Феодосийского уезда.
По Ведомости о числе селений, названиях оных, в них дворов… состоящих в Феодосийском уезде от 14 октября 1805 года , в деревне Бурлагая Сеит-Эли числилось 7 дворов и 72 жителя. На военно-топографической карте генерал-майора Мухина 1817 года деревня Сеит ели обозначена с 5 дворами. После реформы волостного деления 1829 года Бурмагай Сеит Эли, согласно «Ведомости о казённых волостях Таврической губернии 1829 года», отнесли к Чалтемирской волости (переименованной из Кадыкелечинской). Затем, видимо, вследствие эмиграции крымских татар в Турцию, деревня опустела и на карте 1842 года Бурул-Кая-Сеит эли обозначен, как развалины. На трёхверстовой карте 1865—1876 года также обозначены развалины деревни Бурулькая-Сеит-Эли. В дальнейшем в доступных источниках не встречается.